# 1503
Năm 1503 là một năm trong lịch Julius.